# Asasa
Asasa – miasto w Etiopii, w regionie Oromia. Według danych szacunkowych na rok 2015 liczy 30 400 mieszkańców.